# Carolina de Borbó-Parma
|  | Per a altres significats, vegeu «Carolina de Borbó-Parma (princesa de Saxònia)». |

Maria Carolina Cristina de Borbó-Parma (Nimega, 23 de juny de 1974) és princesa de la casa Reial i Ducal de Borbó-Parma. És marquesa de Sala i duquessa de Guernica. És el quart fill de la princesa Irene dels Països Baixos i Carles Hug, duc de Parma, i membre de la família reial holandesa.

## Joventut
Té dos germans grans, el príncep Carles Xavier de Borbó-Parma, cap de la Casa de Borbó-Parma, i el príncep Jaume de Borbó-Parma. També té una germana gran, la princesa Margarida de Borbó-Parma. Va ser batejada al castell de Lignières a França amb el Príncep Claus van Amsberg i la princesa Cristina dels Països Baixos com a padrins.
El 1981, quan tenia sis anys, els seus pares van decidir divorciar-se. Ella es va traslladar amb la seva mare i els seus germans i germanes al palau Soestdijk (Baarn), la residència després de la reina dels Països Baixos. Ells vivien al palau durant diversos anys amb els seus avis, la reina Juliana I dels Països Baixos i el Príncep Consort Bernhard. Més tard visqué durant un temps en una vila a Wijk bij Duurstede.

## Educació i carrera
Princesa Carolina estudia ciències polítiques a la Universitat d'Amsterdam i la Universitat Harvard i també ha adquirit un mestratge en migracions forçades a la Universitat d'Oxford. Ha fet carrera a les Nacions Unides. Per a aquesta organització treballà a la seu de l'ONU a Nova York, així com les àrees problemàtiques com Eritrea, la Franja de Gaza, i a Aceh (Indonèsia) després del tsunami de l'oceà Índic del 2004. Treballa en les Nacions Unides a Ginebra, a l'Organització per a la Coordinació d'Assumptes Humanitaris (Organisation for the Coordination of Humanitarian Affairs, OCHA).

## Altres activitats
La princesa ha assistit regularment a esdeveniments importants de la Casa Reial dels Països Baixos. El 2001 va ser una de les dames d'honor en el casament del príncep Constantí dels Països Baixos i la Princesa Laurentien dels Països Baixos. I durant el bateig de la seva filla Eloïsa d'Orange-Nassau, va ser la seva padrina. Feu de testimoni en el casament del seu cosí, el príncep Floris d'Orange-Nassau, van Vollenhoven, i el 2010, va ser nomenada padrina d'Eliane, la segona filla de Floris.

## Ennobliment
Princesa de naixement, el seu pare li va atorgar el títol substantiu Marchesa di Sala (Marquesa de Sala) el 2 de setembre de 1996, i més tard el títol carlista Duquessa de Gernika, el 28 de setembre de 2003.
El 1996 es va incorporar a la noblesa holandesa per la Reina Beatriu dels Països Baixos, amb el major títol de noblesa Princesa de Borbó-Parma i d'estil Hare Koninklijke Hoogheid (Sa Altesa Reial). Ella no pertany a la Casa d'Orange-Nassau o la limitada casa reial holandesa, però com a neta de la reina Juliana i neboda de l'actual Reina Beatriu, ella és un membre oficial de la família reial holandesa extensa.
La princesa Carolina és Dama de la Gran Creu amb Collaret de la Sagrada Orde Militar Constantiniana de Sant Jordi, la Gran Creu de l'Orde del Sant Lluís al Mèrit Civil i la Gran Creu de l'Ordre de la Legitimitat Proscrita.

## Matrimoni
El 9 de gener de 2012, es va anunciar Carolina es casaria amb Albert Brenninkmeijer, nascut el 16 de maig de 1974, i membre de l'acabalada família Brenninkmeijer. El matrimoni civil va tenir lloc el 21 d'abril de 2012 a Wijk bij Duurstede. El casament eclesiàstic va tenir lloc al San Miniato al Monte, el 16 de juny de 2012 a Florència, Itàlia.

## Tractaments
- 23 de juny 1974 -2 de setembre de 1996: Sa Altesa Reial la Princesa Carolina de Borbó-Parma
- 2 de setembre de 1996 -28 setembre 2003: Sa seva Altesa Reial la Princesa Carolina de Borbó-Parma, Marquesa de Sala
- Des del 28 de setembre de 2003: Sa Altesa Reial la Princesa Carolina de Borbó-Parma, Marquesa de Sala, duquessa de Guernica